# Спортивная травма

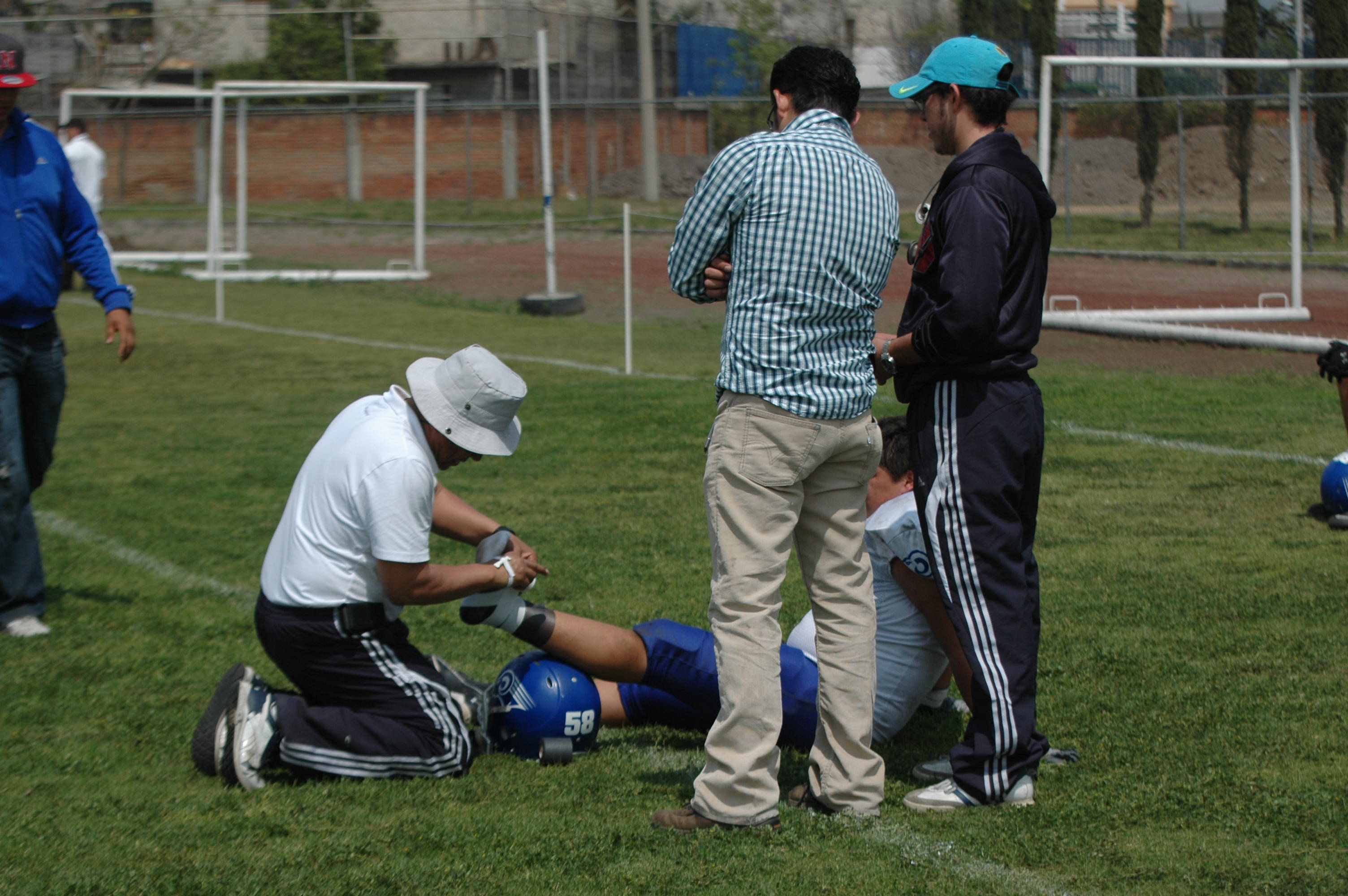
Спортивная травма

Травма в спортивной медицине —  состояние, при котором спортсмен теряет возможность заниматься спортом так же полноценно, как и до получения физического повреждения. При этом спортивной травмой считается несчастный случай при занятиях спортом именно под наблюдением тренера или преподавателя.

## Понятие спортивной травмы
Спортивная травма — это повреждение, сопровождающееся изменением анатомических структур и функции травмированного органа в результате воздействия физического фактора, превышающего физиологическую прочность ткани, в процессе занятий физическими упражнениями и спортом.
Встречаются крайне размытые трактовки: «значительное негативное событие, повлекшее за собой изменения в жизни»; «травмирующее событие, которое влечёт физические и психологические последствия».
Некоторые специалисты определяют спортивную травму как получение физического повреждения, которое приводит к необходимости реабилитации. В такой трактовке очень лёгкие травмы в медицинском понимании, такие как незначительные царапины, ссадины, гематомы и т. п. исключаются из травм в спортивном аспекте. Так, в США спортивная травма должна привести к невозможности участвовать в соревнованиях на следующий день.
Не все повреждения требуют реабилитации: существует понимание спортивной травмы как состояния, при котором спортсмен вынужден временно отказаться от занятий спортом. При этом травма считается лёгкой, если пропуск тренировок ограничивается неделей, средней — если пауза составляет до трёх недель, и тяжёлой — если более.
При профессиональном занятии физическими видами спорта получение травм неизбежно; при этом они мешают как тренировкам, так и соревнованиям, что снижает вероятность высоких достижений спортсменов. Поэтому многие спортсмены прекращают занятия спортом уже в 17—18 лет, причём главная причина (для мужчин) — болезни вследствие методологически некорректных тренировок и, соответственно, полученных травм. Травмы и травматические заболевания у спортсменов в настоящее время составляют более 44% всех патологий. Именно получение спортивных травм является главной причиной прекращения занятий спортом (9,3% спортсменов).
На спортивный травматизм приходится 2-5 % от общего, включая бытовой.

## Классификация
В отечественной литературе в настоящее время отсутствует единая классификация спортивного травматизма.
Распространена типология тяжести спортивных травм Блеквела и Маккулага, при которой травмы делятся на три вида:
- лёгкая — может потребоваться медицинская помощь, на возможность занятий не влияет;
- средняя — требуются изменения в тренировках с учётом травмы;
- тяжёлая — требуется перерыв в занятиях спортом и соревнованиях.

В специальной травматологической литературе травмы обычно делят на физические, химические, биологические и смешанные. В спорте большинство травм возникает по причине воздействия физических (механических и температурных) факторов, причём в большинстве случаев встречаются именно механические травмы — различные ранения, растяжения, ушибы, переломы и др.

## Факторы риска
Причины спортивных травм согласно Башкирову В. Ф. (1987) имеет смысл делить на непосредственные и опосредованные. К первым относятся причины организационные (материально-техническое обеспечение, санитарно-гигиенические и метеорологические условия) и методические (форсирование нагрузок; плохой медицинский контроль). Ко вторым — причины, относящиеся к индивидуальным особенностям спортсмена, от уровня физической подготовки и до соблюдения дисциплины.
Для учёта и анализа причин получения спортивных травм в отечественной спортивной медицине использовались следующие факторы:
- недостатки организации занятий и соревнований;
- методологические недостатки проведения занятий и соревнований;
- проблемы с состоянием инвентаря, формы спортсмена, мест проведения тренировок;
- недостатки медицинского контроля;
- нарушения указаний тренера.

Современный подход выделяет большее количество факторов риска с  разделением их на внешние и внутренние.
Внешние факторы:
- несоответствие места соревнований соответствующим требованиям;
- климатические факторы при проведении тренировок или соревнований;
- недостаточная акклиматизация спортсменов при переезде;
- психологическое переутомление и т. п.;
- недостаток восстановительных мероприятий между тренировками и соревнованиями;
- неквалифицированное судейство.

Внутренние факторы:
- недостаточная проработка техники;
- физиологические особенности: возраст, рост, вес, пол, соматический тип спортсмена и т. п.;
- наличие заболеваний, в том числе — незалеченных травм;
- увеличение нагрузки без учёта адаптации;
- несоблюдение режима питания;
- использование фармакологических средств без консультации со спортивным врачом;
- психологическая перегрузка.

В спортивной медицине выделены группы видов спорта, каждой из которых статистически соответствуют определённые виды травм, случающиеся наиболее часто:
- единоборства;
- сложнокоординированные виды спорта (акробатика, горные лыжи и т. п.);
- циклические виды (бег на длинные дистанции, плавание, гребля и т. п.);
- многоборье;
- игровые виды;
- скоростно-силовые виды;
- технические виды спорта.

Риск получения спортивной травмы повышается вследствие коммерциализации спорта, когда тренеры дают рекомендации не обращать внимания на «несерьёзные» травмы, продолжая тренировки и соревнования даже при наличии травм, в том числе при наличии болевого синдрома, использовать обезболивающие как стандартный метод, стремиться к победе, невзирая ни на какие факторы. Существенная часть травм (7,8%) происходит именно как следствие нарушений врачебного контроля, в частности, преждевременного возобновления занятий после травмы. Зачастую срок начала тренировок в таких случаях определяет тренер, что недопустимо — это прерогатива врача.